# 691 Lehigh
691 Lehigh è un asteroide della fascia principale del diametro medio di circa 87,68 km. Scoperto nel 1909, presenta un'orbita caratterizzata da un semiasse maggiore pari a 3,0134530 UA e da un'eccentricità di 0,1178715, inclinata di 13,02540° rispetto all'eclittica.
Il suo nome è un omaggio alla Lehigh University, in Pennsylvania.